# Estela Raval
Estela Raval, nacida como Palma Nicolina Ravallo (Ciudadela, provincia de Buenos Aires, 19 de mayo de 1929-Buenos Aires, Argentina, 6 de junio de 2012),fue una de las más famosas cantantes argentinas, reconocida como la voz protagónica dominante de Los Cinco Latinos. Su fama se extendió por todo el mundo a partir del año 1941.

## Biografía
Palma Nicolina Ravallo cantaba desde pequeña y se inició a los 12 años como profesional con el nombre artístico de Estela Raval ―puesto por su padre―, acompañada de su hermano Manuel Ravallo (acordeonista, 1915-1999). A comienzos de los años 1950 integró el trío Las Alondras, con quienes visitó algunos países limítrofes, llegando a radicarse en Brasil durante un año. Al regreso de Brasil, dejó el trío, se integró a diferentes orquestas y grabó canciones como «Ave María no morro», «Mr. Sandman (Señor arenero)», «Blue Canary» y «El aguacero» (a dúo con Ricardo Romero), entre otros para discos Columbia.
En 1956 ―estando en la orquesta de Tullio Gallo―, con Ricardo Romero, Jorge Pataro y el propio Gallo formaron un cuarteto vocal denominado Los Cuatro Bemoles. Con este grupo Estela siguió realizando presentaciones y dejó grabados temas como «Marcelino», «Isla de Capri» y «Dos pimpollos», entre otros.
En 1957, inspirados en el gran éxito que obtenía el grupo estadounidense The Platters (Los Plateros), decidieron formar el quinteto Los Cinco Latinos, con la diferencia de que estos tendrían como líder vocal una voz femenina y a la vez serían músicos y cantantes.

### Los Cinco Latinos
El grupo debutó en el teatro Tabarís el 22 de mayo de 1957 y estaba compuesto por
- Estela Raval (voz solista del grupo)
- Ricardo Romero (creador, director, coros y trompetista)
- Héctor Buonsanti (saxo alto, clarinete y coros)
- Mariano Grisiglione (saxo barítono y tenor del grupo) y
- Jorge Francisco Pataro (trombón y coros).

En 1959, el grupo inició una gira por América, viajando a Uruguay, Chile y luego a México en octubre de ese año.
En México, Jorge Francisco Pataro fue reemplazado por Carlos Antinori, quien forma parte del grupo hasta la actualidad.
En junio de 1960 llegaron a Europa, realizando conciertos en España, para luego seguir por Francia, en el famoso teatro Olympia (de París) donde grabaron el tango «Lejana tierra mía». La gira, que duraría hasta fines de 1961, los llevó a Inglaterra, Portugal, Italia y Grecia.
En 1962 iniciaron temporadas de televisión en Argentina, continuaron realizando giras mundiales y grabaron 9 discos para Columbia Argentina.
En 1964, grabaron para esa empresa su décimo y último disco, para convertirse luego en productores independientes. Ese año llegaron a Nueva York y se presentaron en el famoso Show de Ed Sullivan.
De 1964 a 1969 las giras continuaron ininterrumpidamente con presentaciones en todo el mundo, hasta que a fines de 1969 anunciaron su separación.
En 1970, Los Cinco Latinos se despidieron en el programa de Pipo Mancera Sábados circulares, y Estela Raval se dedicó al cuidado de sus hijos y a su carrera como solista.

### Carrera solista
En 1970 Estela Raval inició su carrera como solista, siempre acompañada por su esposo, Ricardo Romero.
La discográfica CBS (Columbia) le extendió un contrato de exclusividad y con ellos grabó 4 discos, dos de los cuales los hizo acompañada del Trío Los Panchos 
De 1970 a 1972 realizó temporadas televisivas y teatrales exitosas, así como giras internacionales por Paraguay, Colombia y principalmente México y España.
En 1973 obtuvo el premio Martín Fierro por sus exitosas actuaciones por toda la Argentina. Por esos años realizó los espectáculos Operativo cantable y Fantásticamente fantástica.
En 1974 graba para la discográfica Phillips (Polygram Latino) el tema inédito «Cuando te encuentres solo», compuesto por Horacio Guarany y que dio título a un nuevo álbum con otros temas exitosos como «Un amante no debe llorar», «Cuando vuelva la nieve», entre otros que la llevarían a realizar una extensa gira por América.
De 1975 a 1979 continúa realizando giras internacionales grabando 4 lps para esta discográfica. Ámame, A toda voz y La Raval, prosiguiendo con las presentaciones en shows de televisión y teatros.
En 1980 publicó su álbum Tributo a Los Cinco Latinos con lo cual inicia otra gira mundial.
En 1981, junto a la Pequeña Compañía publicó Tributo a mis amigos, totalizando 12 álbumes como solista.
En 1985 recibió el Premio Konex - Diploma al Mérito como una de las 5 mejores cantantes melódicas de la Argentina hasta la fecha.

### El retorno a Los Cinco Latinos
En 1982, con motivo del mundial de fútbol España 82, Estela Raval obtuvo numerosas propuestas para reunir al grupo nuevamente. Volvieron a unirse con Los Cinco Latinos, presentándose en adelante como Estela Raval & Los Cinco Latinos, alternando su carrera con el grupo y como solista. Ese mismo año grabaron para CBS un nuevo álbum titulado Estela Raval y Los Cinco Latinos - El mejor momento y comenzaron nuevas giras internacionales.
En 1983, tras visitar Puerto Rico y Chile, llegaron a Cuba, donde registraron en vivo el disco Encuentro en la Habana con Estela Raval y Los Cinco Latinos. En 1984 grabó un nuevo LP para CBS con temas como «Chicos de la calle» y «Lágrimas», entre otros.
En 1985 editó el álbum en vivo Estela Raval y Los Cinco Latinos en Michelángelo. Este mismo año grabó junto a otros colegas un álbum a beneficio de los damnificados por las inundaciones en Argentina y que llevó el título de Argentina es nuestro hogar.
En 1986 llegaron a Lima (Perú), donde ―por el éxito de sus presentaciones― tienen que extender la visita de una semana a un mes y medio. Ese mismo año grabó un LP bajo el título de A usted, compuesto por El Paz Martínez, donde grabó a dúo el tema Amor donde hubo fuego.
En 1987 fue contratada por la casa discográfica Microfón para editar el álbum recopilatorio Estela Raval hoy, la historia de sus éxitos.
En 1988 se separó de su esposo, Ricardo Romero.
En 1989 se presentó en Miami a beneficio del Latin Quarter Cultural Center. Después viajó a Lima (Perú) para realizar un par de presentaciones para el Gobierno peruano. En noviembre de ese año viajó a México como invitada al popular programa de Verónica Castro Aquí está. Este mismo año recibió el premio Estrella de Mar por su participación en Aquí está el show como mejor music hall.
En 1990 estrenó un nuevo CD y un nuevo espectáculo llamado La Cantante (de Billy Joel), en donde incluyó temas como «Una» (que fuera compuesto por Alberto Cortez para ella), «La cantante», «Amaba», «La Madre», entre otros.
En 1993, editó un nuevo disco titulado Noche de ronda en donde incluye famosos boleros como «Noche de ronda», «Burbujas de amor», «Melodía desencadenada» entre otros, realizando presentaciones tanto dentro como fuera de la Argentina.
En 1996 presentó Porque somos grandes junto a Ricardo Romero, permaneciendo seis meses consecutivos en cartelera. En dicho show se presentaba toda la historia musical y personal de Estela Raval.
En 1997 fue invitada por Paloma San Basilio a España para que participara en un especial musical por sus 20 años de trayectoria artística. Este mismo año estrenó su unipersonal Ven y acompáñame, por el cual recibió el premio Estrella de Mar, y su álbum La vida, cuyo tema homónimo fue compuesto para ella por Alberto Cortez, con quien hizo uno de los dos dúos del álbum (también incluye «Son cosas del amor», con Paloma San Basilio). Este mismo año se estrenó el espectáculo Estela Raval y Los Cinco Latinos: 40 años después, celebrando el aniversario del grupo y editando un doble CD con los temas del show.
En 1998 continuó celebrando el 40 aniversario de Los Cinco Latinos, recorriendo diferentes partes de América. Este mismo año grabó y participó en la obra musical Rutas del alma bajo la dirección instrumental de Nazareno Andorno junto con 120 artistas y el Coro Kennedy.
Durante esta etapa, Estela Raval realizó destacados espectáculos y grabó a dúo con amigos y colegas tales como
Valeria Lynch,
José Luis El Puma Rodríguez,
Mariano Mores,
María Martha Serra Lima,
Alberto Cortez,
Paloma San Basilio,
Sandro,
Paz Martínez,
Axel Fernando,
Cacho Castaña,
Víctor Heredia,
Los Carabajal,
Osvaldo Pugliese,
Cacho Tirao,
Raúl Lavié y
con su hijo, el guitarrista y cantante Hernán Romero, entre otros.
En ese año, el grupo de Los Cinco Latinos está compuesto por
Estela Raval,
Mariano Crisiglione,
Carlos Antinori (miembros fundadores),
Ricardo Tenreyro y
Augusto Granata (miembros desde 1982).
En 2000 editó un nuevo CD en donde incluye dos temas compuestos por ella misma «El amor de mi gente» en homenaje a sus fanes, y «Dispuesta a todo», que incluye en sus nuevas presentaciones.
En 2002 presentó En un rincón del alma junto a Alberto Cortez, grabando un CD doble con el mismo título y por el cual obtuvo el Premio Gardel 2002.
En 2003 presentó su nuevo espectáculo titulado Adelante frente a un total de 300 000 espectadores, el cual incluye la exitosa versión de «Resistiré», original de la banda española Dúo Dinámico. Este espectáculo fue registrado en un DVD que incluye los mejores momentos del show en el teatro Astros de Buenos Aires. En este show presentó también su último CD con el mismo título por el cual logra nuevamente el Premio Gardel 2003. Este CD también obtuvo el Disco de Oro superando las 35.000 unidades vendidas.
En 2005 presenta Vivir con todo y un CD con el mismo título, siendo presentado durante todo 2006. El disco fue nominado en el Premio Gardel 2006 (Mejor álbum romántico).
En 2006, el 24 de agosto es proclamada «Ciudadana Ilustre de la ciudad autónoma de Buenos Aires».
En 2007, Estela Raval celebró sus 50 años junto a Los Cinco Latinos en Luna Park y dos Teatro Gran Rex con Maravillosos 50, en una gira por Argentina, Uruguay, Chile y Estados Unidos. De esos conciertos se edita un CD doble grabado en vivo.
En 2008 recorrió América y realizó dos conciertos en el Luna Park. El 12 de noviembre de 2008 viajó a Estados Unidos para recibir un Grammy Latino.
En 2009 volvió a España como estrella invitada del programa de Televisión Española Los mejores años de nuestra vida y presentó su CD Más de mí, con 12 nuevos temas para su repertorio.
En 2010, Estela Raval volvió después de muchos años a participar en una revista musical, es así que debuta en la revista porteña Carnaval de estrellas junto a Raúl Lavié y Juan Carlos Calabró entre marzo y fines de octubre de 2010. Entre tanto, en Chile realizó cuatro funciones en el Teatro Oriente de Santiago.
A principios de diciembre de 2010 viajó a Montevideo (Uruguay), en donde realizó una serie de presentaciones para luego volver a Buenos Aires, en donde el 18 de diciembre debuta en Carlos Paz (Córdoba) con la revista Excitante compartiendo cartel con Nito Artaza y Miguel Ángel Cherutti que volvieron a unirse luego de casi una década.
En 2011, durante la temporada en Carlos Paz, el espectáculo Excitante agotó localidades en varias oportunidades, llegando a realizar funciones los siete días de la semana. Este espectáculo fue primero en recaudación a nivel nacional constituyéndose así en el éxito del verano.
Terminada su participación en Excitante, Estela Raval volvió a Chile para realizar una serie de conciertos del 12 al 22 de marzo de 2011 con Los Cinco Latinos, debiendo agregar una función extra debido a las localidades agotadas. Luego se presentó en Salta el 25 de marzo de 2011 en una gala para Cáritas en el Teatro Provincial.
El 7 de mayo de 2011 Estela Raval tuvo una presentación en Lima (Perú), en un concierto exclusivo en el teatro María Angola. También recibió de parte de la APDAYC (Asociación Peruana de Autores y Compositores) las palmas musicales y una condecoración por su trayectoria.
El 27 de mayo de 2011, Estela Raval se presentó en Mendoza, actuando en el teatro auditorio Ángel Bustelo y el 28 de mayo de 2011 se presentó en el auditorio Juan Victoria (de San Juan.
El 11 de junio de 2011 realizó un concierto en el teatro Broadway de Rosario, y en octubre viajó a Río Grande para presentarse en el Poli de Chacra II. Será en el marco del aniversario 90 de la fundación de esa ciudad.
En el año 2002 Estela Raval fue a inyectarse botox. El cirujano plástico le dijo que se hiciera una mamografía porque tenía un pocito en la mama derecha. El 29 de octubre de 2002 fue operada.

Me hicieron rayos, en la décima vértebra, en la undécima, en la cuarta, en la lumbar, y ahora está ahí. Me dan una inyección mensual, calcio, y ando perfecta. [...] En noviembre [de 2008] viajaré a buscar el Grammy a la Excelencia Musical. [...] Era un cáncer invasor, me había tomado también la otra mama. Me sacaron los ganglios, pero no me hicieron quimioterapia. [...] No sé cuál es el origen del cáncer. Pero el estrés y la angustia no son buenos. Los problemas del alma enferman al cuerpo, estoy convencida de eso. Creo que todos tenemos un cáncer en el cuerpo, se despierte o no. [...] En estos casos, la gente se asusta, se paraliza y no es bueno eso. No es algo que se pueda evitar, pero se puede no dejar caer el espíritu. [...] Desde que lo hice, toda mi vida cambió. Jamás me abandoné, no anduve llorando por los rincones ni dando lástima. Al contrario. voy dando fuerza a los demás, que es una manera de darme fuerza a mí misma. Y trabajé más que nunca en toda mi vida, sintiendo la vida de otra manera.
Estela Raval

En mayo de 2012 el estado de salud de Raval empeoró, lo que motivó su internación en una clínica porteña.
Esta situación motivó grandes expresiones de afecto para con Raval y su familia, provenientes de distintas personalidades del medio artístico argentino, así como de los miles de fanáticos con que cuenta la cantante, muchos de los cuales han organizado cadenas de oración rogando por su salud.
Desde el domingo 27 de mayo de 2012, Estela Raval estaba en una sala común de la clínica Bazterrica, tras haberse recuperado de una infección urinaria que la había llevado a internarse. Sin embargo, una infección respiratoria complicó su situación y el miércoles 6 de junio de 2012 entró en coma.

## Fallecimiento
Desde 2002 Estela Raval luchaba contra un cáncer de mama. El 27 de mayo de 2012 fue internada en la clínica Bazterrica de Buenos Aires debido a una infección urinaria, pero su estado se agravó por una infección respiratoria, la cual provocó que entrara en estado de coma. Falleció el 6 de junio de 2012 a los 83 años de edad.
Se encuentra sepultada en el Cementerio Jardín de Paz de Pilar (provincia de Buenos Aires).

## Discografía

### Con Los Cinco Latinos
- 1958: Maravilloso, maravilloso, Columbia.
- 1959: Dímelo tú, Columbia.
- 1959: Los Cinco Latinos, Columbia.
- 1960: Himno al amor, Columbia.
- 1961: Conquistando el mundo, Columbia.
- 1962: Regreso triunfal, Columbia.
- 1962: Los fabulosos Cinco Latinos, Columbia.
- 1963: Atracción mundial, Columbia.
- 1963: La tierra, CBS.
- 1964: ¡Los Cinco Latinos cantan tangos!, Columbia.
- 1964: Los Cinco Latinos, CBS.
- 1964: Nuestros Cinco Latinos, Music Hall.
- 1965: El show de los Cinco Latinos, Music Hall.
- 1965: El show de los Cinco Latinos (volumen 2), Music Hall.
- 1966: Los Cinco Latinos, Quinto.
- 1966: ¡Tangos!, Quinto.
- 1967: En un rincón del alma, Quinto.
- 1967: Décimo aniversario, vol. 1, Quinto.
- 1967: Décimo aniversario, vol. 2, Quinto.
- 1968: La rosa negra, Quinto.
- 1969: A volar, Quinto.
- 1969: Sus últimos éxitos, Diapasón.

### Solista
- 1970: Estela Raval.
- 1971: Martha, con el trío Los Panchos.
- 1972: Única.
- 1972: Fantástica.
- 1973: Tú me acostumbraste, con Los Panchos.
- 1974: Cuando te encuentres solo.
- 1976: Ámame.
- 1977: La Raval.
- 1978: A toda voz.
- 1979: Mi vida en una canción.
- 1980: Tributo a Los Cinco Latinos.
- 1981: Tributo a mis amigos.
- 1990: Una.[11]

### Como Estela Raval & Los Cinco Latinos
- 1982: El mejor momento, CBS.
- 1983: Encuentro en La Habana (en vivo).
- 1984: Estela Raval.
- 1985: Estela Raval en Michelangelo (en vivo).
- 1986: A usted.
- 1988: Estela Raval hoy (la historia de sus éxitos)1988.
- 1990: La cantante.
- 1992: En concierto, vol. 1 (en vivo).
- 1992: En concierto, vol. 2 (en vivo).
- 1993: Noche de ronda.
- 1996: La vida.
- 1997: En riguroso directo, 40 años (en vivo).
- 1997: Fabulosos 40 años después (en vivo).
- 2000: El amor de mi gente.
- 2002: Estela Raval & Alberto Cortez (En un rincón del alma) (álbum doble).
- 2003: Adelante.
- 2005: Vivir con todo.
- 2007: Maravillosos 50 (álbum doble).
- 2009: Más de mí.

## Filmografía
Intérprete
- ¡Viva la vida! (1969)
- Buenas noches, Buenos Aires (1964)
- Punto y banca (1959)

Intérprete de la música
- Las modelos (1963)

## Premios y nominaciones

### Premios Carlos Gardel
| Año  | Categoría                                | Trabajo                                           | Resultado | Ref.   |
| ---- | ---------------------------------------- | ------------------------------------------------- | --------- | ------ |
| 2003 | Mejor artista/grupo adulto contemporáneo | En un rincón del alma (con Alberto Cortez)        | Ganadora  | [ 12 ] |
| 2004 | Mejor artista/grupo adulto contemporáneo | Adelante                                          | Ganadora  | [ 13 ] |
| 2006 | Mejor artista/grupo adulto contemporáneo | Vivir con todo                                    | Nominada  | [ 14 ] |
| 2008 | Mejor artista/grupo adulto contemporáneo | Maravillosos 50 - en vivo (con Los Cinco Latinos) | Nominada  | [ 15 ] |